# Teatro Yermolova
O Teatro Yermolova (em russo: Театр им. М.Н. Ермоловой) é uma companhia de teatro no distrito de Tverskoy, no distrito administrativo central de Moscou, na Rússia. É dirigido artisticamente por Vladimir Andreyev (em russo: Владимир Андреев).
O edifício do teatro foi construído nos anos 1830, e é um dos maiores edifícios da Rua Tverskaya. O custo de bilhetes para as produções artísticas variam entre 50 e 300 rublos aproximadamente, dependendo do dia da semana.

## História
A empresa de teatro foi fundada por graduados dos estúdios do Teatro Maly em 1925, e recebeu o nome da grande atriz russa Maria Yermolova, com sua bênção. Começou como a maioria dos teatros fazia naquela época: como uma escola no início, depois uma companhia de viagem e, eventualmente, se tornou uma empresa estacionária. Era um dos teatros dramáticos mais populares de Moscou entre 1940 a 1960.
Em 30 de agosto de 2006, o teatro reabriu suas portas após uma reconstrução parcial e restauração de sua fachada.